# Noget om helte
Noget om helte med førstelinjen "Livet er en morgengave, sjælen er et pilgrimskor" er en sang af Halfdan Rasmussen med musik af Robert Norman.
Rasmussen tekst stammer fra 1955, trykt i 5. udgave af Tosserier.
Digtet har oprindeligt ni strofer med hver fire verselinjer. Der er parrim efter skemaet aabb (kor/bord, frø/dø).
Teksten er kaldt et pacifismedigt.
Digterjegets sysler med haven bliver stillet op som et modbillede om en urovækkende tilstand i verden.
1955 var et år under Den kolde krig hvor Vesttyskland blev optaget i NATO og hvor Warszawapagten blev dannet.
Normans komposition stammer fra 1968.
Til en teaterkoncert skabte Adi Zukanovic en ny melodi,
som vist ikke har vundet videre udbredelse.
Sangen er optaget Højskolesangbogen. Den er nummer 202 i den 19. udgave.
Fra DR findes en videooptagelse hvor Rasmus Nøhr synger Noget om helte akkompagneret af klaver, cello og DR Pigekoret dirigeret af Phillip Faber.
Faber sang selv sangen i udsendelserækken Morgensang.
En videooptagelse findes også med Sigurd Barrett.
Otto Brandenburg har indspillet sangen.
Nørrebro Teater skabte i 2017 teaterkoncerten Noget om helte over Halfdan Rasmussens digte.
Digtet selv indgik med Zukanovics nye melodi.
Til arrangementerne "Syng, spis og snak" ved højskolernes 175-årsjubilæum i 2019 var Noget om helte den tredjemest sungne sang.
Berlingskes chefredaktør Tom Jensen omtalte den som "en af de mest irriterende sange, jeg kender".